# NGC 3766

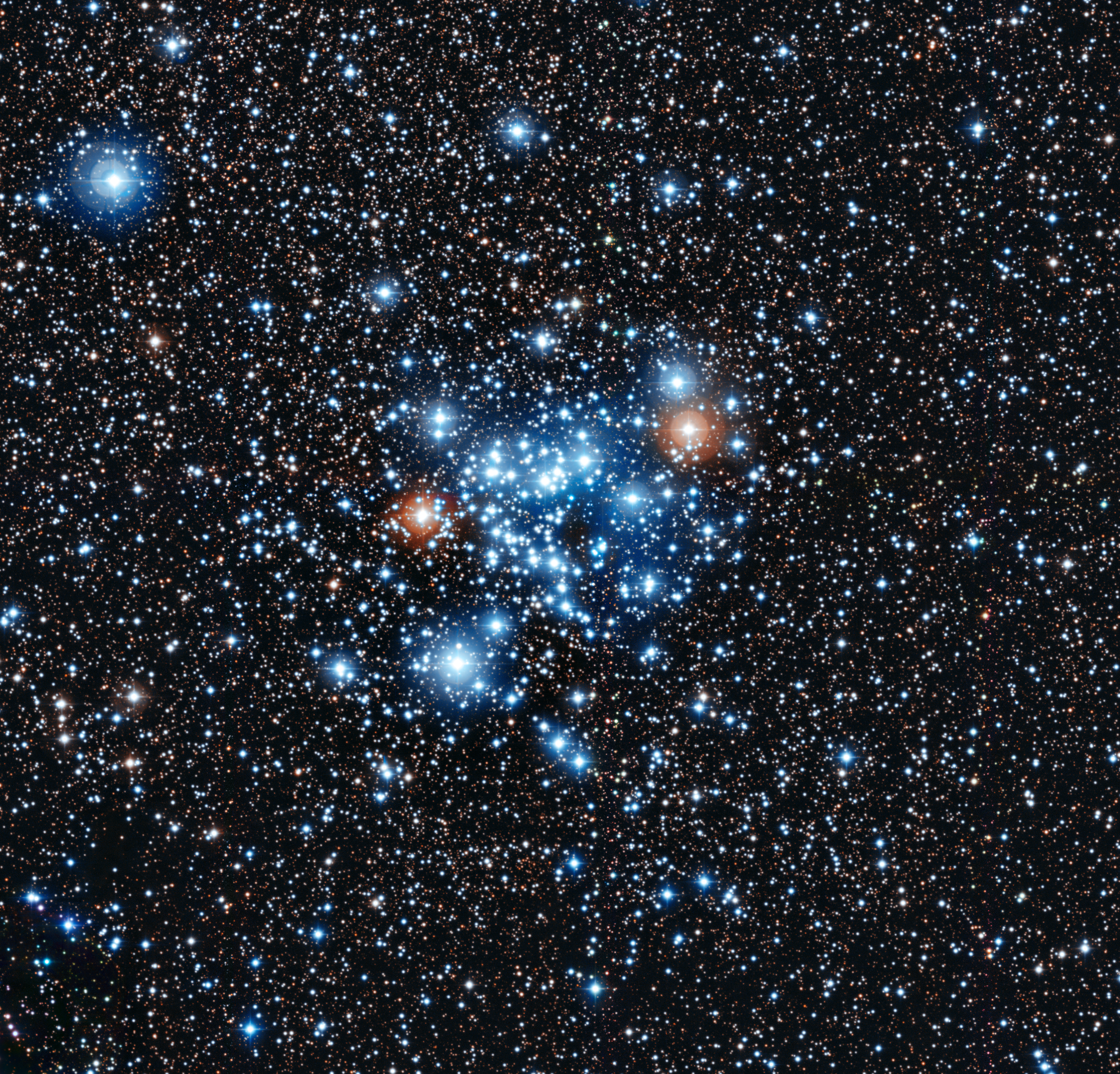
Hình ảnh của NGC 3766

NGC 3766 là tên của một cụm sao mở nằm ở vùng phía nam của chòm sao Bán Nhân Mã. Nó nằm trong vùng hình thành sao rộng lớn được biết đến với tên gọi là đám mây phân tử Carina. Nó được nhà thiên văn học người Pháp Nicolas-Louis de Lacaille trong một cuộc khảo sát thực hiện từ năm 1751 đến năm 1752. Khoảng cách của cụm sao mở này đối với chúng ta là khoảng xấp xỉ 1745 parsec với đương kính là 12'.
Cụm sao này có 137 ngôi sao được liệt kê là thành viên khi chỉ quan sát nhưng có nhiều ngôi sao thì dường như không phải. Hiện tại, chỉ có 36 ngôi sao được xác định chắc chắn là thành viên của cụm sao này bằng các dữ liệu đo sáng. Cấp sao biểu kiến gộp lại đo được cụm sao này là 5,3 với quang phổ là B1,7. NGC 3766 khá trẻ, có tuổi xấp xỉ là khoảng 14,4 triệu năm và hiện nó đang di chuyển về phía chúng ta với vận tốc 14,8 km/s. Cụm này có 11 sao Be, 2 ngôi sao siêu khổng lồ màu đỏ và 4 sao Ap.
Nó có 36 ngôi sao biến quang, các ngôi sao biến quang loại B biến quang với chu kì chưa đầy nửa ngày với cường độ bất thường. Chúng nằm trong dãy chính, có nhiệt độ lớn hơn loại sao biến quang Delta Scuti và thấp hơn loại sao biến quang 53 Persei.

## Dữ liệu hiện tại
Theo như quan sát, đây là cụm sao nằm trong chòm sao Bán Nhân Mã và dưới đây là một số dữ liệu khác:
Xích kinh 11h 36.1m
Độ nghiêng −61° 37′
Cấp sao biểu kiến 5.3
Kích thước biểu kiến 12.0′